# 马来西亚988电台贺岁专辑
马来西亚988电台贺岁专辑是由马来西亚的988电台所制作的农历新年中文新年歌专辑，其中包含了若干广东话、福建话歌曲。该专辑系列自2009年开始，至今仍然继续。

## 发展历史
2009年，因为Astro在2008年的贺岁专辑《快乐到鼠大团圆》爆红的关系，再加上用电视电台的艺人DJ录制贺岁专辑让市场变得更大，因此也让988决定翻唱了部分歌曲，开始了988电台制作新年歌专辑的开始。这张贺岁专辑由马来西亚知名的银城唱片创办人兼音乐制作人范俊福制作，主打歌由吕俊梁所创作。而这张贺岁专辑的第二主打歌《过好年》则是改编自M-Girls四个女生的《春风得意年年好》，由诺贝改词。但是，很多人都批评这张贺岁专辑的封面和《春风吹到你的家》MV太过于模仿和抄袭香港TVB的电视剧《溏心风暴之家好月圆》，因为这部电视剧在2008年播映期间开始大红，引起更多人注目。甚至也有些人觉得两首主打歌《过好年》和《春风吹到你的家》是最好听的歌，而《春天来了+欢迎新年到》组曲由于马来西亚国宝演员黎明特别演出这支MV，并且有孝敬的一幕具有反思作用。但其他翻唱歌曲如《欢乐年年》等歌曲风格没什么变化，而剩下的歌曲都让听众听了觉得怪怪的，让听众不敢接受。
2010年，988 于《虎甲天下过好年》中上演长达半小时的搞笑短剧，并且也推出日历版本的贺岁专辑。
2012年，988退出唱片行上架的市场，直接自资发行贺岁专辑并且展开宣传会，一路辗转免费送贺岁专辑给群众。
2015年，988发行《喜气羊羊过好年》贺岁专辑的时候，因为Super白咖啡为赞助商，所以988以购买Super福袋附送DVD的模式，进入市场，让大家可以买到。这也当然不可缺少的是，988依然还是免费附赠贺岁专辑，但是和福袋版本不一样的是，福袋送的只有DVD，而宣传会则是CD+DVD。
2016年，988发行《一家亲亲过好年》。由于这张贺岁专辑大火并且名字很吸引，988在接下来的两年都以这个名字推出，不过加上年份。而且这一张贺岁专辑还特别附送了988历年来的贺岁歌曲主打。
2017 年，988发行《一家亲亲过好年》第二部曲之余也一次过推出四个短剧，主要围绕在家庭、职场和生活态度的几个方面。另外，该短剧也配套四首歌曲形成一个充满欢笑的歌曲剧。
2018年，988以《一家亲亲过好年》的名字推出第三部曲的贺岁专辑，不过这也代表988最后一次用这个名字在贺岁专辑更名。而且988也推出同名的贺岁电影，让大家可以边听之余也可以看这部电影。除此之外，988也推出同名广播剧，为这部电影的前传。并且这次的贺岁专辑开始，以单张CD推出。而限量版的CD则是附送了988历年来贺岁主打的Remix。
2019年，988开启Shopee网店，进入网络市场并且发行《全力Pick Up过好年》贺岁专辑。但歌词全打印在日历，MV则是利用QR码印刷在CD版本的包装上。而这张贺岁专辑再度邀请很久没有合作过的吕俊梁为这张贺岁专辑创作主打，并且也邀请当时已经离开988的DJ Luke 为988创作。
2020年，988发行《Sweet Sweet过好年》，并且邀请陳彥輝将以往 11 年的新年歌重新编曲成《988無敵過好年》。
2021年，988发行了贺岁专辑《New New过好年》。不同的是，这次是以USB的姿态上架。
2022年，988 DJ正式在社交平台上公布2022年的賀歲專輯《Hoolala過好年》進入錄音狀態。

## 贺岁专辑
| 年份 | 生肖 | 专辑名称            | 发行公司                | 主题曲                                                 | 专辑歌曲 | 售卖模式                                                                                              |
| ---- | ---- | ------------------- | ----------------------- | ------------------------------------------------------ | --- | --- |
| 2009 | 牛   | 金牛报喜过好年      | 天龙国际娱乐            | 《春风吹到你的家》 （页面存档备份，存于）              | CD/VCD/限量版CD+DVD 提前预购者可以免费得到限量版《988 金牛报喜报财扇》和988 DJ 连同参与歌手温力铭、童欣、黄浚源、陈诗莉和JNK的亲笔签名海报一张 1. 过好年 2. 春风吹到你的家 3. 春天来了 + 欢迎新年到 4. 十二生肖庆丰年 5. 新年快乐 6. 万年红 + 新年好 7. 新年 YEAH 8. 招财进宝 + 财神到 9. 龙凤呈祥齐拜年 10. 欢乐年年 （随限量版CD版本附赠988广播剧的第一集） | 在市场售卖                                                                                            |
| 2010 | 虎   | 虎甲天下过好年      | 天龙国际娱乐/多媒体娱乐 | 新春花开齐欢畅                                         | CD/VCD/DVD/限量版日历CD+DVD 1. 新春花开齐欢畅 2. 福星高高照 3. 春联红 4. 新年来作客 5. 新春大团拜 6. 向歌友们拜年 7. 花开富贵财神到 8. 春回大地贺新年 9. 同欢共乐 10. 齐齐过肥年 | 在市场售卖                                                                                            |
| 2011 | 兔   | 兔气扬眉过好年      | 天龙国际娱乐            | 《许愿过好年》                                         | CD/VCD/DVD 1. 幸福满满 （页面存档备份，存于） 2. 歌舞庆新年 3. 恭喜发财利是来 4. 恭喜大家过新年 5. 年节时景 6. 鼓声咚咚 7. 欢喜欢喜 8. 新年颂 9. 恭喜恭喜恭喜你 10. 许愿过好年 11. 欢喜欢喜（988 DJ大合唱版） 12. 幸福满满（3D版本，只有DVD版本附送3D眼镜，需要利用3D眼镜才可以看到MV不一样的效果）                                                           | 在市场售卖                                                                                            |
| 2012 | 龙   | 飞龙在天过好年      | 自资发行                | 《飞龙在天过好年》 （页面存档备份，存于）              | CD+DVD 1. 龙年有喜 （页面存档备份，存于） | 非卖品，只有到宣传会才可以免费得到CD+DVD/红包封/海报，或可在风采杂志得到DVD                           |
| 2013 | 蛇   | Ular La 过好年      | 自资发行                | 《Ular La 过好年》 （页面存档备份，存于）（广东话）    | CD 1. Ular La 过好年 2. 走向前 （页面存档备份，存于） 3. Wonderful Beautiful 4. 你和我的新年歌 5. 988过好年组曲 DVD 1. Ular La 过好年 2. 走向前 3. Ular La 过好年舞蹈示范 | 非卖品，只有宣传会才可以免费得到CD+DVD版本，或在全马各地的余仁生门市消费，同日单一收据将可免费获取 CD |
| 2014 | 马   | 马马 Mi 呀过好年    | 自资发行                | 《马马 Mi 呀 过好年》 （页面存档备份，存于）（广东话） | CD+DVD 1. 精彩每一天 2. 一首新年歌 （页面存档备份，存于） | 非卖品，只有到宣传会才可以免费得到                                                                    |
| 2015 | 羊   | 喜气羊羊过好年      | 自资发行                | 《喜气羊羊过好年》 （页面存档备份，存于）              | CD+DVD 1. 喜气羊羊过好年 2. 春风吻上谁的脸（福建话） 3. 新年小心愿（《東主有喜》电影主题曲） 4. Young Young 有福气 5. 2015过好年组曲 | 非卖品，只有到宣传会才可以免费得到CD+DVD版本，或可以购买Super福袋得到免费DVD版本                      |
| 2016 | 猴   | 一家亲亲过好年      | 自资发行                | 《一家亲亲过好年》（广东话）                           | CD+DVD（附赠988从2009到2015的历年主打） 1. 一家亲亲过好年 2. 福气舐舐脷 3. 做套靓衫迎新年 4. 幸福很对味 5. 新年Blues 6. 团圆预告 | 非卖品，只有到宣传会才可以免费得到                                                                    |
| 2017 | 鸡   | 一家亲亲过好年 2017 | 自资发行                | 鸡年到                                                 | CD+DVD 1. 鸡年到 2. 放下手机好过年 3. 旺财送送送赠你 4. 只想捞生跟你走 5. 来来过个Thai平年 6. 元宵情歌 | 非卖品，只有到宣传会才可以免费得到                                                                    |
| 2018 | 狗   | 一家亲亲过好年 2018 | 自资发行                | 《一家亲亲齐过年》（广东话）                           | CD （限量版会附赠988 贺岁主打Remix曲目） 1. 不变 2. 回家团圆 3. 快乐过好年 4. 新年快乐 5. 红卜卜利是 | 非卖品，只有到宣传会才可以免费得到                                                                    |
| 2019 | 猪   | 全力 Pick Up 过好年 | 自资发行                | 《诸事如意》                                           | CD 1. 诸事如意 （页面存档备份，存于） 2. 新年到。新年好 （页面存档备份，存于） 3. 幸福破晓 （页面存档备份，存于） 4. 桃花开了 5. Pick Up 过好年 | 可以来到宣传会才可以得到，也可以在988的Shopee网店购买                                                 |
| 2020 | 鼠   | Sweet Sweet 过好年  | 自资发行                | 《Sweet Sweet 过好年》 （页面存档备份，存于）          | CD 1. Sweet Sweet 过好年 2. 新年哟 （页面存档备份，存于） 3. 吉祥话 （页面存档备份，存于） 4. 最美的时光 5. 无敌过好年 | 可以来到宣传会才可以得到，也可以在988的Shopee网店购买                                                 |
| 2021 | 牛   | New New 过好年      | 自资发行                | 《在一起就好》 （页面存档备份，存于）                  | USB 1. 在一起就好 2. 吉星天天照（广东话） | 只限在988的Shopee网店购买（后更改在988官方网店售卖）                                                  |
| 2022 | 虎   | Hoolala过好年       | 自资发行                | 《Hoolala过好年》 （页面存档备份，存于）               | USB 1. Hoolala系最威 2. 嘩啦嘩啦過好年 （页面存档备份，存于） 3. 爆竹一聲催花開 4. 新年喲 5. 新年快樂 (CNY Remix) 6. 春風吹到你的家 (CNY Remix) 7. 吉星天天照 8. 許願過好年 (CNY Remix) 9. 紅卜卜利是 10. 福星高高照 (CNY Remix) 11. 新春花開齊歡暢 (CNY Remix) 12. 吉祥話 13. 桃花開了 14. 在一起就好                                                        | 只限在988的官方网店购买                                                                               |
| 2023 | 兔   | Do It 过好年        | 自资发行                | 《Together We Do It》 （页面存档备份，存于）           | CD 1. Together We Do It 2. 红年星动 3. 嘩啦嘩啦過好年 4. 吉星天天照 5. 在一起就好 6. Sweet Sweet 过好年 7. 新年快樂 8. 爆竹一聲催花開 9. 桃花開了 10. 最美的时光 11. 新年哟 12. 988过好年组曲（2013） | 只限在988的官方网店购买                                                                               |
| 2024 | 龙   | 福聚百家过好年      | 自资发行                | 《福聚百家》                                           | CD+USB 1. 福聚百家 2. 有你才幸福 3. 百家过好年组曲 4. 新年哟 5. 桃花開了 6. 吉祥话 (CNY Remix) 7. 吉星天天照 8. 爆竹一聲催花開 9. 一首新年歌 (CNY Remix) 10. 在一起就好 11. 红年星动 12. Together We Do It （页面存档备份，存于） | 只限在988的官方网店购买                                                                               |
| 2025 | 蛇   | YouYouYou 过好年    | 自资发行                | YouYouYou 过好年                                       | | 只限在988的官方网店购买                                                                               |

## 影片
988 电台在制作专辑时也会制作相应的电影或网剧。
| 年份 | 生肖 | 种类 | 名称                                                                           |
| ---- | ---- | ---- | ------------------------------------------------------------------------------ |
| 2017 | 鸡   | 短剧 | 1. 《鸡年到》 2. 《放下手机好过年》 3. 《恭喜发財·利是逗来》 4. 《捞生好过年》 |
| 2018 | 狗   | 电影 | 《一家亲亲过好年》                                                             |
| 2019 | 猪   | 网剧 | 《诸事如意》                                                                   |
| 2021 | 牛   | 网剧 | 《镇家之宝》                                                                   |
|      |      |      |                                                                                |

## 翻唱

### 吕俊梁部分
2009年，988发布了他们的第一张贺岁专辑主打《春风吹到你的家》，由吕俊梁编写。而这首歌在2019年被锺盛忠、锺晓玉、阿妮和Miko再度各自翻唱。而这首歌各自的翻唱版本都属于群星大合唱，锺盛忠和锺晓玉则邀请了他们的侄女和知名网红过来助阵，收录至《新年快乐，我的爱！》贺岁专辑；而阿妮和Miko 则是以音乐课室学生助阵，收录至《恭喜发财利是来》贺岁专辑。
2010年，吕俊梁找到了也是988电台DJ的Luke，写了两首主打。而吕俊梁Youtube频道上传的版本的说明栏只写着词曲人是吕俊梁一人。而两首主打里面的其中一首《新春花开齐欢畅》，也再次被阿妮，Miko和音乐课室学生翻唱组成组曲（组曲除了有这首歌以外，里面也有《欢乐歌声满人间》和《财神到我家》）并收录至《浓浓新年庆团圆》贺岁专辑。
但是这两个版本的不同点在于，原版本因为过于希望大家可以支持电台988，歌词如“要听就听988”、“扭一扭听988”、“最好听的988陪你出发”等歌词，而导致在翻唱的版本需要经过修改。
2011年，吕俊梁在《凑凑热闹闹Remix》中，再度翻唱他为988写的这些歌曲。
2022年，吕俊梁重新为988当年演唱的《幸福满满》改词，改名为《新年样样好》，由阿妮重新翻唱，收录在《团团和圆圆》。

### 被电台翻唱的主打歌
2009年，锺盛忠发行了《鼓声咚咚》贺岁专辑。其中的主打歌《鼓声咚咚》在2011年被988的男班DJ再度翻唱。
也是在同一年（即2009年），M-Girls发行了《桃花开了》贺岁专辑，其中的主打歌《桃花开了》也是在2019年被988的DJ演唱，这也是首次988 DJ碰巧和M-Girls成员阿妮，Miko和音乐课室学生在同一年同时翻唱对方的歌曲。收录于2024年钟盛忠，钟晓玉贺岁专辑《帅气漂亮发大财》嘉宾翻唱Joanne. 
而988也有翻唱许多M-Girls的曲目，如《十二生肖庆丰年》、《新年YEAH》等。而988翻唱的《同欢共乐》则是M-Girls和四千金的曲目，988翻唱只有四千金原唱的贺岁主打只有《新年来作客》一首。